# La Pedriza

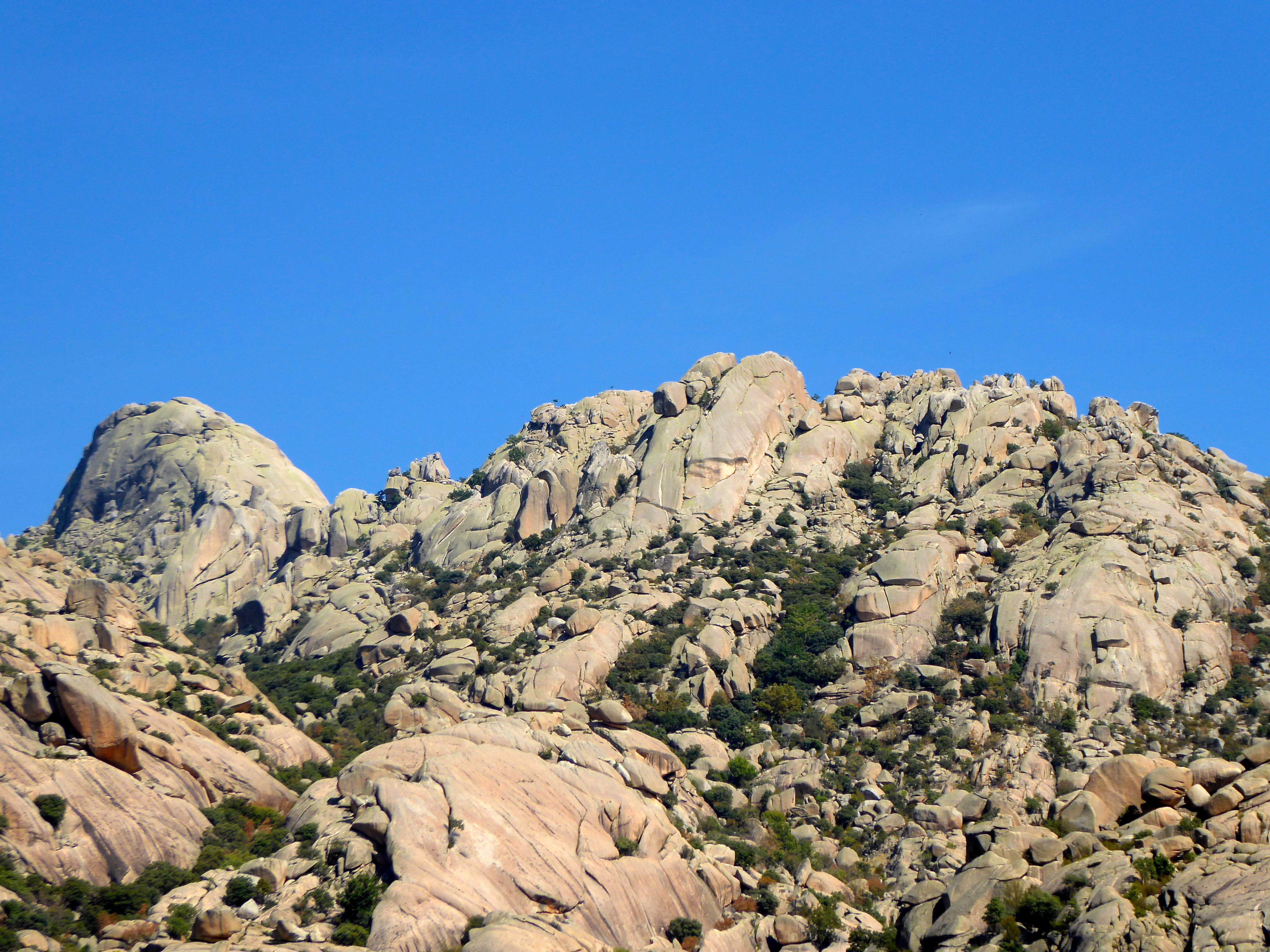
Sicht auf La Pedriza

La Pedriza ist ein geologisches Merkmal an den Südhängen des Guadarrama-Gebirges von großem landschaftlichen und Freizeitinteresse. Der Zugang erfolgt von Manzanares el Real, einer Gemeinde im Nordwesten der Gemeinschaft Madrid (Spanien). Geologische Kräfte haben ein Felsfeld mit seltsam erodierten Granitvorsprüngen geschaffen, und fast tausend Kletterrouten aller Schwierigkeit stehen Kletterern zur Verfügung, was es zu einem äußerst beliebten Ort für Kletterer macht, insbesondere aufgrund seiner Nähe zu Madrid. Wandern ist auch beliebt, besonders am Wochenende.
Es ist eines der größten Granitketten Europas und beherbergt zahlreiche Gipfel, Felsklippen, Bäche und Wiesen. Die 32 Quadratkilometer von La Pedriza liegen im Regionalpark des Hochflussbeckens der Manzanares, dem größten Park der Gemeinschaft Madrid. In dieser Zone ist die Vegetation spärlich, aber es gibt mediterrane Sträucher wie die Felsrose und alpine Sorten wie Fabaceaes. Die Fauna ist reich an Raubvögeln; die Zuchtkolonie von über 100 Paaren Gänsegeiern ist die größte in der Region Madrid.
Dieses Naturgebiet war Schauplatz einiger Filmaufnahmen wie El Cid, Der Fall des Römischen Reiches  oder Conan der Barbar.

## Einschränkungen
Im Jahr 2016 führte die Gemeinschaft Madrid neue Maßnahmen zum Schutz des Parks und zur Bekämpfung der Überbenutzung ein, einschließlich Beschränkungen des Parkens und eines Verbots des Schwimmens in der Charca Verde, einem beliebten Schwimmloch des Flusses Manzanares innerhalb des Parks. Im Sommer, bis zum 30. September, ist der Zugang zum Parkplatz in Canto Cochino auf 7.30–9.30 Uhr und 18.30–22.30 Uhr oder bis alle Plätze besetzt sind (270) beschränkt. Im Juni, Juli, August und September darf kein Fahrzeug über Nacht im Park sein. Vom 1. Oktober bis 31. Mai ist der Eintritt in den Park bis 10.30 Uhr und an Wochenenden und Feiertagen nach 16 Uhr. Es gibt keine Beschränkung an Wochentagen oder Ausstiegsbeschränkungen.

## Teile der Pedriza
- El Alcornocal (1.110 m) ist der Teil, der am nächsten bei Manzanares el Real liegt.
- Die vordere Pedriza liegt hinter dem Alcornocal und wird vom Yelmo (1.717 m) beherrscht.
- Die hintere Pedriza liegt direkt hinter der vorderen Pedriza und erreicht im Cabezas de Hierro (2.386 m) die größte Höhe.

## Galerie

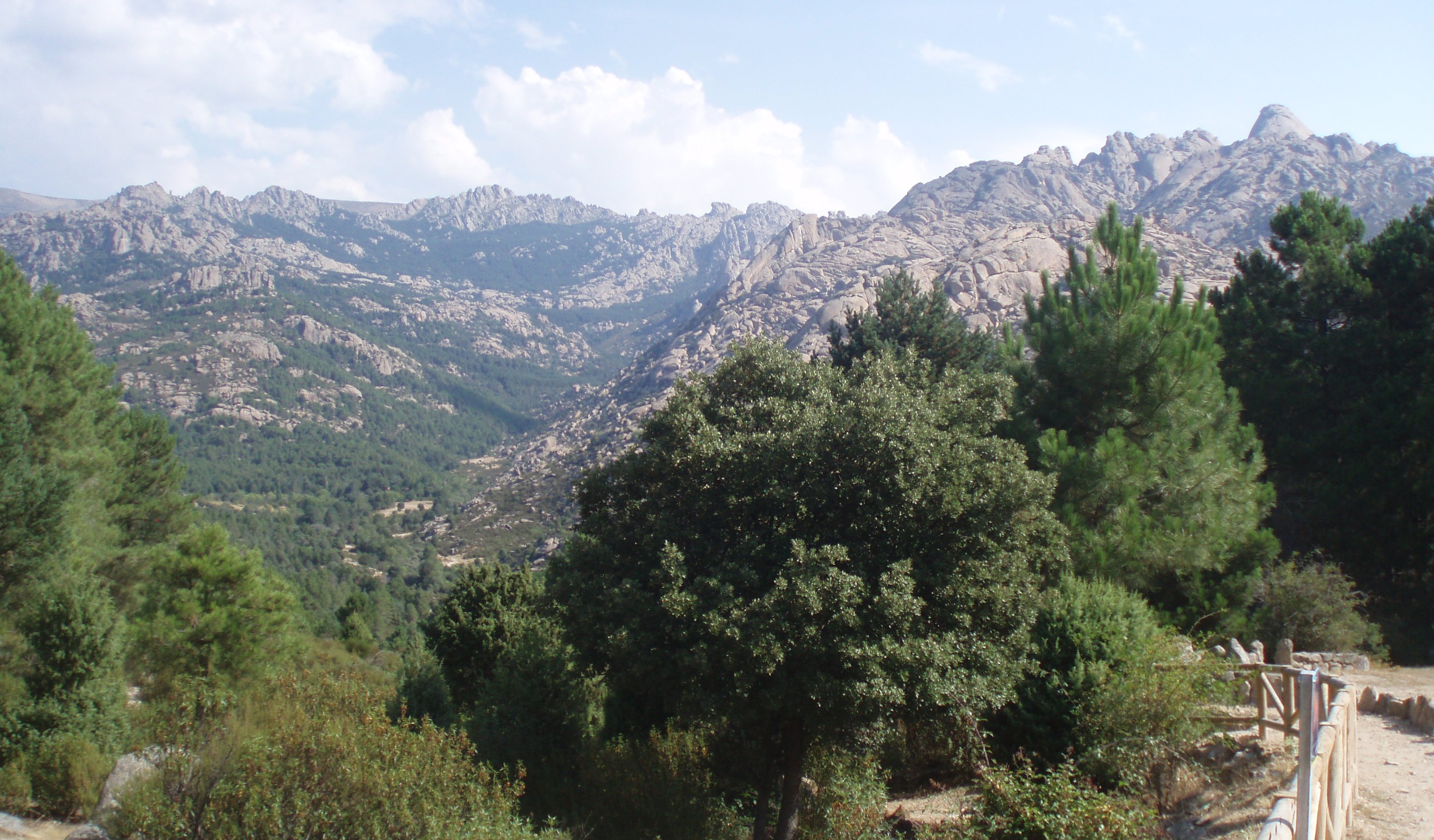
Panorama Blick auf La Pedriza
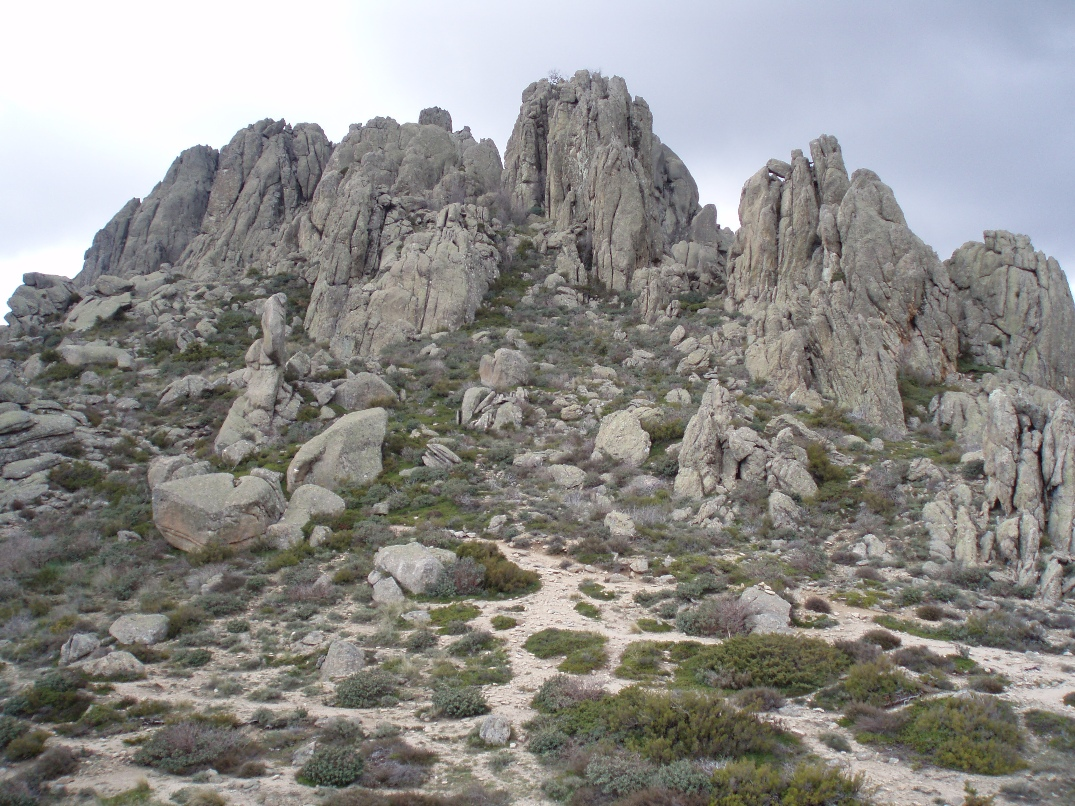
Los Fantasmas („Die Geister“), der höchste Punkt auf La Pedriza
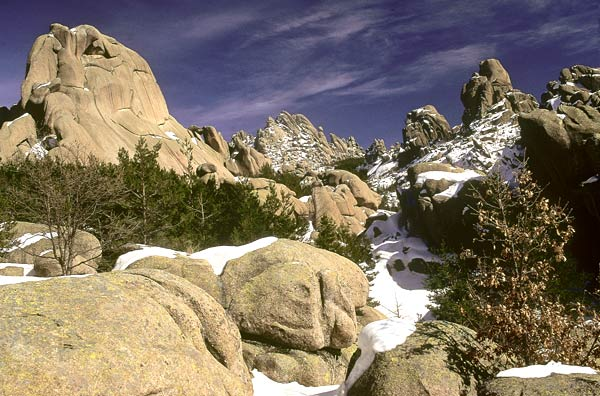
Blick auf La Pedriza im Winter